# Michigan State Spartans

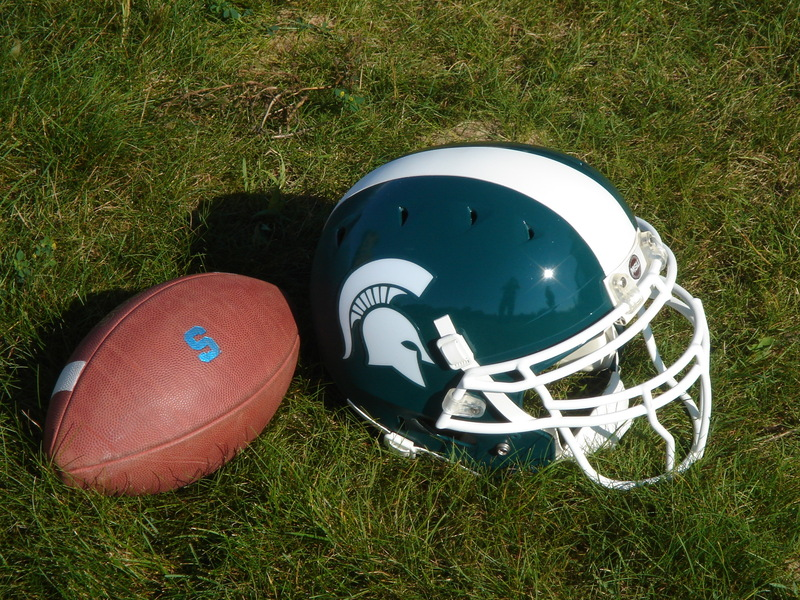
Casco del equipo de fútbol americano.

Michigan State Spartans (español: Espartanos de la Estatal de Míchigan) es el nombre de los equipos deportivos de la Universidad Estatal de Míchigan. Los equipos de los Spartans participan en las competiciones universitarias organizadas por la NCAA, y forman parte de la Big Ten Conference y de la Central Collegiate Hockey Association. El programa deportivo de la universidad cuenta con 25 equipos oficiales. 

## Fútbol americano
El equipo de fútbol americano, de gran tradición en Míchigan, se formó en 1884 y ganó el título nacional en 1951, 1955, 1957 y 1966. También ganó cuatro ediciones del Rose Bowl en las temporadas 1953, 1955, 1987 y 2013.

## Baloncesto
El equipo de baloncesto masculino también tiene su historia, iniciada con el gran Magic Johnson en la mítica final del campeonato nacional de la NCAA ante Indiana State de Larry Bird. En 2000 también se alzaron con el título. El 13 de diciembre de 2003, Michigan State y Kentucky jugaron el partido con más espectadores en la historia del baloncesto, 78.129 en el Ford Field, un estadio de Detroit. Kentucky ganó 79-74.

## Hockey sobre hielo
Los Spartans también ganaron tres campeonatos nacionales de hockey sobre hielo masculino En 2001 lograron un récord de 74.554 espectadores ante los Wolverines en el Spartan Stadium.